# Piedad (Bouguereau)
Piedad (en Idioma italiano Pietà) es una cuadro del pintor francés William-Adolphe Bouguereau. Realizado en 1876, pintado al óleo, mide 230 cm por 148 cm, es una representación de la Virgen María sosteniendo el cuerpo fallecido de Jesucristo momentos después de su descendimiento de la cruz; este tema es muy recurrente en el Arte sacro donde a veces es mencionado en italiano como Pietà. 
La obra perteneció hasta el año 2010 a la colección del actor estadounidense Mel Gibson que dispuso su venta en la casa de subastas Sotheby's, donde fue adquirida por un coleccionista privado por la cantidad de 2,770,000 dólares.

## Descripción
La obra muestra a la Virgen María con los ojos enrojecidos por el llanto, mientras abraza con todas sus fuerzas el cuerpo ahora sin vida de su hijo sometido a la crucifixión. A su alrededor nueve ángeles expresan pena y tristeza con diferentes gestos y posturas. El difunto yace reclinado en el regazo de su madre, la brillantez de las venas azules contrasta con la palidez blanca de sus miembros ya sin vida, sus pies cuelgan cerca de un paño empapado en sangre sobre el que se ha colocado la corona de espinas recién sacada de la cabeza.

## Detalles

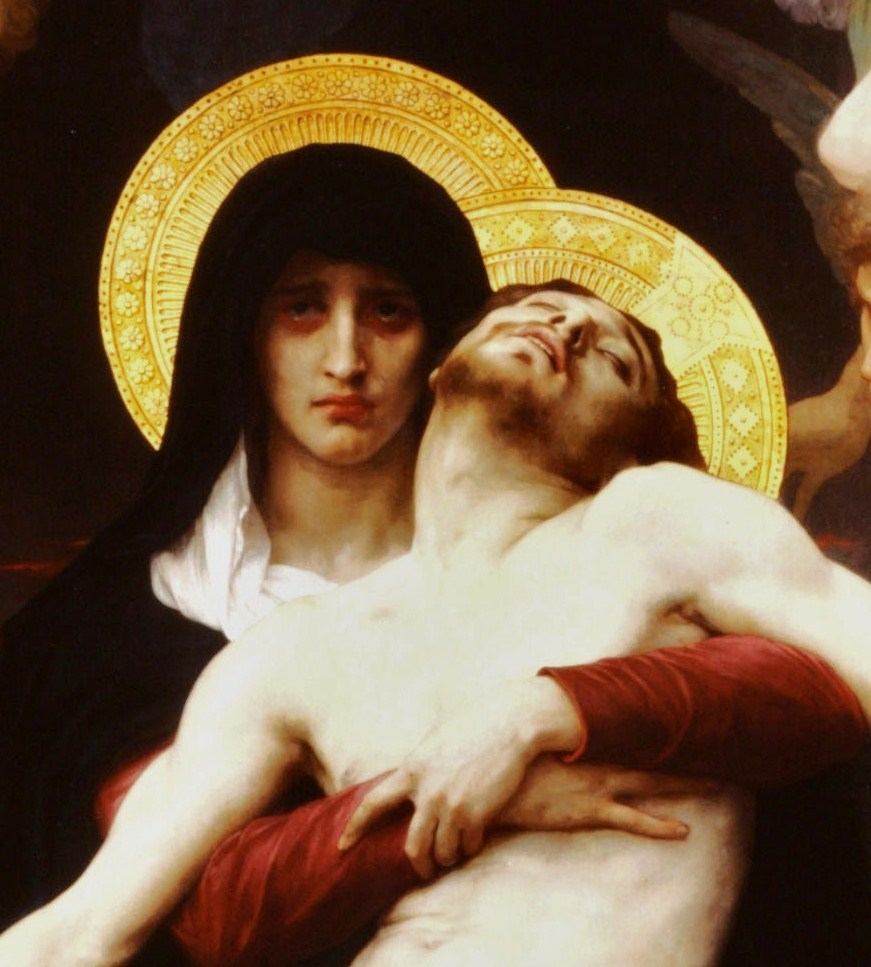
Detalle de la Virgen María y Jesucristo.
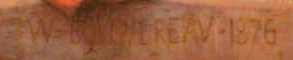
Firma de William-Adolphe Bouguereau.
Firma vectorizada.